# Somatolophia incana
Somatolophia incana là một loài bướm đêm trong họ Geometridae.